# Aria z Harlemu
Aria z Harlemu – amerykańsko-niemiecki dramat z 1999 roku.

## Główne role
- Damon Wayans – Wes
- Gabriel Casseus – Anton
- Christian Camargo – Matthew
- Malik Yoba – Luke
- Paul Sorvino – Fabiano Grazzi
- Kristen Wilson – Julia
- Eyde Byrde – Auntie
- Nicole Ari Parker – Clarisse

## Fabuła
Biedny, czarnoskóry mieszkaniec Harlemu pracuje w pralni i marzy, by zostać gwiazdą opery. Aby spełnić swoje marzenie ucieka z Harlemu i poznaje Wesa oraz Matthew – pianistę. Razem z nimi planuje koncert.